# Livre-objet
Un livre-objet est un produit complexe dans lequel interviennent à la fois des éléments d'ordre textuel et/ou typographique et des éléments d'ordre artistique, le tout prenant l'apparence d'un objet qui se réfère au livre. 
Plus qu'un simple livre, lequel, dans sa forme courante « papier », est principalement destiné à être lu et n'est conçu que par l'éditeur selon un processus industriel fixé par l'imprimeur, le livre-objet, édité à quelques centaines d'exemplaires, peut être vu à la fois comme une œuvre d'art, un multiple, une sculpture convoquant différents matériaux dont le papier, mais aussi, en tant qu'il cristallise la vision singulière d'un auteur et d'un éditeur, comme un livre total parfois inclassable, surprenant voire déroutant.

## Une invention futuriste
En français, l'apparition du syntagme « livre-objet » date de 1936 : c'est l'écrivain Georges Hugnet qui baptise ainsi ses créations livresques qu'il vend dans sa librairie appelée justement Au Livre-objet, chaque livre étant unique : ses créations répondent à une remise en question de la reliure d'art. 
Mais, comme le démontre l'essayiste Giovanni Lista, c'est via le Futurisme, avec « l'art mécanique », grâce à des travaux menés sur le livre vu comme collusion parfaite entre mots en liberté et arts plastiques, qu'apparaît le livre-objet moderne : Depero, avec son ouvrage Depero futurista (éd. Dinamo-Azari, Milan), publié en 1927 à plusieurs exemplaires, propose un format à l’italienne, relié par deux véritables boulons en aluminium, avec écrou et tige filetée.
Dans la foulée, en 1932, paraît Mots en liberté futuristes tactiles, thermiques, olfactifs (Parole in Libertá Futuriste Olfattive Tattili Termiche) de Marinetti, surnommé « le livre-machine », entièrement réalisé en fer-blanc émaillé, avec une couverture dessinée par Diulgheroff et une mise en page graphique réalisée par Tullio D’Albisola.
Un nouveau livre en fer-blanc émaillé est publié deux ans plus tard par D’Albisola, La Pastèque lyrique, avec des illustrations de Munari. D’Albisola pense qu’avec ces ouvrages le futurisme a ouvert la voie à des créations nouvelles et plus hardies. Il envisage ainsi la création de livres-objets qu’enrichira le « développement filmé et parlé du sujet » et dans lesquels le fer-blanc (ici produit par un fabricant de boites de conserves) sera lui-même remplacé par « un nouveau métal qui aura la souplesse de l’aluminium, la résistance de l’acier et sera léger comme le papier. »
Comme nous le constatons avec ces trois créations futuristes, pour qu'un livre-objet puisse effectivement prendre forme, différents acteurs de la chaîne classique du livre doivent s'associer à d'autres intervenants, plus inhabituels : ici, les artistes de l'art mécanique italien convoquèrent des fabricants d'emballage industriel, des graphistes rompus aux techniques de la publicité (ce que l'on appellera le graphisme) qui brisent les codes typographiques, des fournisseurs de matériaux de construction en métal ou en verre (en attendant le plastique), mais aussi des techniques d'impressions nouvelles comme la sérigraphie et le photomontage.

## Le livre-objet contemporain
La deuxième étape qui mène au livre-objet contemporain passe par le concept de boîte surréaliste, imaginé par Man Ray et Marcel Duchamp : ce dernier, fait éditer en 1934 La Boîte verte puis, en 1941 La boîte-en-valise, d'abord à 20 exemplaires, puis vendue par souscription : elle comprend la reproduction de ses 68 peintures et dessins, reliés en divers cahiers selon des techniques classiques d'impression (héliogravure), mais aussi des objets en trois dimensions reproduisant à taille réduite ses ready-mades (par exemple The Fountain) ainsi que des fac-similés de notes manuscrites, le tout disposé dans une valise en carton rouge renforcé, entoilé et fermant à clef.
Après 1945, André Breton demande à Duchamp d'imaginer le catalogue de l'exposition Le Surréalisme en 1947 qui doit se tenir à la galerie Maeght : ce sera le fameux Prière de toucher, comprenant la reproduction en mousse d'un sein de femme sur fond de velours noir, édité à 100 exemplaires et réalisé avec l'aide Enrico Donati.
La troisième étape doit beaucoup à Fluxus : dès 1959, à New York, George Brecht fait fabriquer à plusieurs exemplaires une série de « boîte de jeux » comprenant des puzzles et différents objets détournés de leurs fonctions initiales. Cette même année, Mimi Parent et Marcel Duchamp imaginent la Boîte Alerte - Missives lascives, catalogue-objet contenant diverses interventions d'artistes exposés chez Cordier pour l'exposition ÉROS.
En 1961, l'artiste et imprimeur suisse-allemand Dieter Roth édite à 220 exemplaires le Daily Mirror Book, mini-livre de 2 x 2 cm, à partir de l'édition londonienne du quotidien (Forlag ed., Reykjavik).
Enfin, après diverses expériences infructueuses menées dans les années 1955 dues à des problèmes techniques et de diffusion commerciale, dont un essai de livre-volume avec Roberto Matta et un livre-espace avec Wifredo Lam, l'éditeur François Di Dio lance en 1963 une collection de livres-objets dont les tirages de tête (« série A ») fluctuent entre 10 et 150 exemplaires : il invite pour cela de nombreux artistes contemporains à imaginer des livres atypiques.
En 1966, le galeriste éditeur Claude Givaudan se lance à son tour dans la production de livres-objets étonnants, conviant lui aussi de nombreux artistes à la fabrication de multiples.

## Livre-objet / livre d'artiste
La plupart des livres-objets peuvent être considérés comme des livres d'artistes : la réciproque n'est pas toujours vraie. La question se pose lorsque l'édition du livre est effectuée à un grand nombre d'exemplaires (par exemple, plus de 2 000 avec le premier livre d'Ed Ruscha en 1963) selon des techniques classiques d'impression, sans numérotation et parfois sans signature de l'artiste. Même si l'invention, la conception voire l'impression (ce qui reste rare avant la PAO) du livre sont imaginées et effectuées par un artiste, l'objet obtenu reste malgré tout un objet-livre, « petit parallélépipède tombeau ». Dans les années 1960, quand surgirent les Artist's Books, la démarche se voulait de type industriel et s'apparentait plus au pop art.

## Livre objet pour la jeunesse
Il existe différentes formes de livre-objet destiné au jeune public. Parfois très précieux, ou au contraire fabriqué dans des matériaux plus résistants, le livre objet pour la jeunesse est toujours conçu pour être manipulable.
Le livre devient objet parce qu'on ne le lit pas de manière classique, c'est-à-dire en tournant les pages et en le tenant entre deux mains, mais innove les expériences de lecture en mêlant le toucher à la vue. Ils contiennent dans la plupart des cas des animations qui souvent impliquent physiquement le lecteur dans la lecture : 
- volets à soulever dans la page, faisant apparaître des objets ou personnages cachés : 
  - Petites météorologies d'Anne Herbaut, Casterman, 2006,
  - Le roi est occupé de Mario Ramos, Éditions Pastel, 1998.
- pop-up : 
  - 2 yeux ? de Lucie Félix, Paris, Éditions Les Grandes personnes, 2011,
  - ABC3D de Marion Bataille, Paris, Albin Michel Jeunesse, 2013.
- trous dans la page, qui font sens dans le passage d'une image à l'autre : 
  - Poupoupidours de Benjamin Chaud, Paris, Hélium, 2014,
  - Le trou d'Oyvind Torseter, Genève, éditions La Joie de lire, 2013.
- livres que l'on peut poser debout : 
  - les formats accordéons notamment comme Un thé aux nuages de Stéphane Ebner, 2015, ou Voyage en hiver d'Anne Brouillard, 2012, tous deux parus aux éditions Esperluète,
  - Une hirondelle, Deux crevettes, Trois fourmis d'Anouck Boisrobert et Louis Rigaud, Hélium, 2015

D'autres systèmes encore s'inventent et se réinventent : Dans Le Ruban d'Adrien Parlange aux éditions Albin Michel Jeunesse, 2016, l'image sort du format du livre avec le même ruban jaune qui de page en page prolonge chaque visuel, et où il faut le tendre afin qu'il donne son sens à l'image. Pour Anouk Gouzerh, dans son article pour le Centre de recherche et d'information sur la littérature pour la jeunesse (CRILJ) en 2019 : « Les livres d’Adrien Parlange nous rappellent qu’un album jeunesse n’est pas réductible à l’impression d’un texte accompagné d’illustrations. L’album affirme chez lui une capacité à être un objet d’expérimentations des formes et du rapport à celui qui le lit et le regarde. »
Parfois, l'intervention du jeune lecteur est indispensable pour pouvoir rendre les images visibles. Par exemple, dans la série de livres documentaires «J'observe» de Gallimard Jeunesse une partie des pages est en plastique transparent sombre, et il faut placer derrière l'image une lampe en papier blanc qui permet alors d'en dévoiler des parties en la plaçant derrière la page. Le principe est ludique et on prend le temps découvrir à son rythme l'image par petits morceaux.
Le livre objet pour la jeunesse est mis en avant par l'exposition La règle et le jeu, laboratoire sensoriel de lecture présentée notamment au Salon du livre et de la presse jeunesse en 2016 à Montreuil par le projet européen Transbook : l'exposition propose le livre objet animé comme terrain au travers duquel la lecture est expérience. Le livre devient laboratoire, exposition, jeu, espace, en explorant les nouveaux systèmes ludiques de lecture interactive, sortant de la forme classique du livre.  

### Sur les futuristes
- Giovanni Lista, Le Livre futuriste, Éditions Panini, Modène-Paris, 1984
- Giovanni Lista, Le Futurisme, une avant-garde radicale, éditions Gallimard, Paris, 2008

### Sur le livre-objet après 1945
- René & Ursula Block : Multiples. An Attempt to present the development of the Object Edition, Neuen Berliner Kunstverein, Berlin, mai-juin 1974
- Le Soleil Noir : recherches, découvertes, trajectoires - éd. Carré d'Art de Nîmes, 1994 (textes de François Di Dio, Philippe Di Folco, Jean-Michel Goutier)  (ISBN 978-2-9092-3500-4)